# Cypholomia amphisula
Cypholomia amphisula là một loài bướm đêm trong họ Crambidae.